# Шугжда, Гедиминас Альгимантович
Гедиминас Альгимантович Шугжда (лит. Gediminas Šugžda; 4 октября 1968, Тельшяй) — советский и литовский футболист, выступавший на всех позициях в поле, тренер. Играл за сборную Литвы.

## Биография
Воспитанник ДЮСШ г. Тельшяй. В 1985 году перешёл в «Жальгирис», где в первом сезоне выступал только за дубль. В основном составе вильнюсского клуба в высшей лиге СССР дебютировал 2 мая 1986 года в матче против тбилисского «Динамо», заменив на 87-й минуте Стасиса Баранаускаса. В советских первенствах так и не смог стать основным игроком клуба, сыграв в 1986—1990 годах лишь 11 матчей в чемпионате (включая один аннулированный матч в 1990 году). Провёл один матч в Кубке УЕФА 1989/90 против «Гётеборга». Отличался высокой результативностью в составе дубля «Жальгириса», в 1987 году забил 17 голов в первенстве дублёров, а в 1988 году — 10 голов. Вызывался в юношескую сборную СССР.
После выхода литовских команд из чемпионата СССР принимал участие в составе «Жальгириса» в чемпионате Прибалтики 1990 года и стал победителем этого турнира, забив 13 голов в 17 матчах. В коротком чемпионате Литвы 1990 года забил 4 гола в 4 матчах и стал бронзовым призёром. Автор первого хет-трика независимого чемпионата Литвы (если учитывать только финальный этап сезона 1990 года) — 15 октября 1990 года в матче против «Электронаса» (6:0).
Весной 1991 года вместе с группой литовских игроков (Ромас Мажейкис, Арвидас Янонис, Робертас Фридрикас) перешёл в московский «Локомотив», в его составе провёл первую половину сезона, сыграв 7 матчей и забив 2 гола в высшей лиге СССР. Затем ненадолго вернулся в «Жальгирис».
С 1992 года выступал в клубах низших дивизионов Германии — «Родхайм», «Карл Цейсс», «Байерн» (Хоф), «Рот-Вайсс» (Эрфурт), «Оттобрунн-1949», «Вайльхайм-1847». В составе «Карл Цейсса» провёл один сезон во Второй Бундеслиге (1995/96), сыграв 13 матчей.
В национальной сборной Литвы сыграл единственный матч 5 сентября 1998 года в отборочном турнире чемпионата Европы против Шотландии (0:0), проведя на поле первые 62 минуты.
После окончания игровой карьеры работал тренером в клубах низших лиг Германии.